# 錢志騶
錢志騶（1618年—17世紀），字六謙，南直隸鎮江府丹徒縣人，明朝、南明、清朝政治人物。

## 生平
崇禎九年（1636年），錢志騶中式丙子科應天鄉試舉人，崇禎十三年（1640年）舉庚辰科進士。授兵部武選司主事，升郎中，出為浙江按察司僉事、兵備溫處。
弘光時，遷浙江水利副使，隨即降清。入清後，曾任浙江布政使司參議兼浙江按察司僉事、分巡金衢，順治五年（1648年）三月因江山縣失陷，謫運判，再升九江府同知，有清節名聲。
錢志騶治《春秋》，善八股，得同時代的文人稱頌。晚年辭官，授徒數人，夜半不倦。弟錢志彤、錢志思和外甥卞時欽也擅長文章。

## 引用
1. ↑  《崇禎十三年庚辰科進士三代履歷》：钱志驺，曾祖囗，医学正科；祖應補，赠南京户部郎中；父邦备，福建汀州知府。六谦，春秋房，戊午年八月二十八日生，丹徒县人，丙子一百四十五名，会试二十三名，三甲三十二名。钦授兵部武选司主事。
2. 1 2  錢海岳《南明史·卷三十五·列傳第十一》：（弘光）時閩浙司道：……錢志騶，字六謙，丹徒人。崇禎十三年進士。溫處金衢僉事，遷浙江水利副使，降於清。
3. ↑  光緒《丹徒縣志·卷二十二·科目》：崇禎九年丙子科 章曠榜 錢志騶見進士
4. ↑  光緒《丹徒縣志·卷三十二·儒林》：錢志騶，字六謙。明崇禎庚辰進士，厯兵部主事、浙江僉事、參議，謫運判，陞九江同知。
5. ↑  乾隆《鎮江府志·卷三十七·儒林》：錢志騶，字六謙，丹徒人，明庚辰進士。厯兵部主事、浙江僉事、參議，謫運判。稍遷九江同知，居官有清節。
6. ↑  光緒《丹徒縣志·卷三十二·儒林》：治《春秋》，尤工制舉業，所為文學者傳頌之。 按志騶弟志彤亦工於文，有《連壁堂合稿》行世，見吳蘭陔《塾鈔》。 晚年罷官貧約，授徒數人猶日夜孜孜不倦。弟志思……
7. ↑  乾隆《鎮江府志·卷三十七·儒林》：生平好讀書，尤工制舉業，所為文天下傳頌之。晚年罷官貧約，課徒數人，子夜一燈咿唔不倦，視諸生有加。甥卞時欽，字君敕，選貢生，與志騶同學，亦以工文著名。